# Civiltà della valle dell'Indo
La civiltà della valle dell'Indo fu una civiltà dell'antica età del bronzo situata in Pakistan e nella Parte occidentale dell'India, estesa geograficamente nel bacino del fiume Indo. La civiltà della valle dell'Indo, come altre "civiltà fluviali", quali quelle della Mesopotamia, dell'antico Egitto e del bacino del Fiume Giallo, fu caratterizzata dallo sviluppo dell'agricoltura, dall'urbanizzazione e dall'uso della scrittura.
La moderna archeologia la identifica come "civiltà vallinda" o "civiltà di Harappa", dal primo sito conosciuto, scoperto nel 1857, ma scavato soltanto dagli anni venti del Novecento, quando Rai Bahadur Daya Ram Sahni e Rakhal Das Banerji, su impulso di John Hubert Marshall dell'Archaeology Survey of India, scoprirono le rovine di Harappā e Mohenjo-daro. Mentre nel mondo anglosassone viene citata come "civiltà dell'Indo-Sarasvati", in riferimento alla civiltà descritta nei Veda e che si sarebbe sviluppata lungo i due fiumi.

## Collocazione geografica

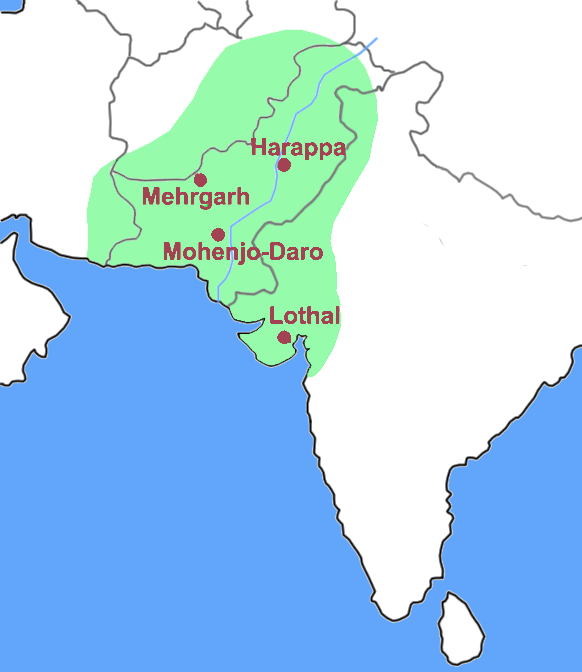
Area della civiltà della valle dell'Indo

Dei 1052 siti finora individuati, più di 140 si collocano sulle rive di un corso d'acqua stagionale, che irrigava la principale zona di produzione agricola di questa cultura. Secondo alcune ipotesi questo sistema idrografico, un tempo permanente, potrebbe essere identificabile con il fiume Ghaggar-Hakra, identificato da alcuni studiosi con il Sarasvati del Rig Veda. La maggior parte degli altri siti si trovano lungo la valle dell'Indo o lungo i suoi affluenti, ma la diffusione arrivò verso ovest fino alla frontiera con l'Iran, a est fino a Delhi, a sud fino al Maharashtra e a nord fino all'Himalaya e persino all'Afghanistan (sito di Shortugai).

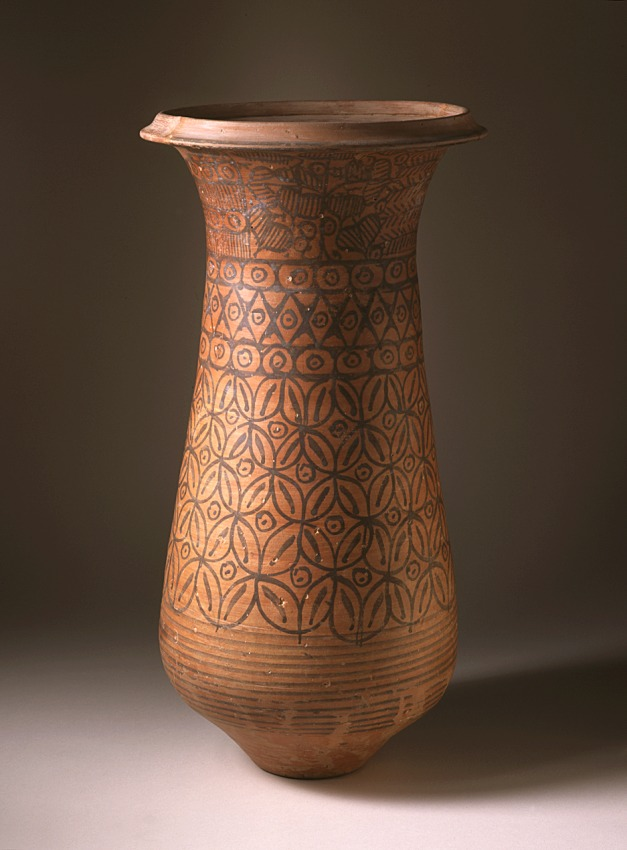
Vaso cerimoniale, 2600–2450 a,C. LACMA

Le città più importanti finora conosciute sono:
- Harappa (provincia del Punjab in Pakistan, sul fiume Ravi, da questa città derivano i nomi della Civiltà Harappana o di Harappa);
- Mohenjo-daro (provincia di Sindh in Pakistan, da cui provengono importanti reperti sia per l'aspetto storico che per quello artistico);
- Dholavira (isola di Khadir Beit nello stato di Gujarat in India);
- Lothal (sulla costa del golfo di Cambay, ancora nello stato di Gujarat in India, è stato un importante sito commerciale);
- Rakhigarhi (stato di Haryana in India);
- Ganweriwala (provincia del Punjab in Pakistan, presso i confini con l'India);
- Daimabad (stato di Maharashtra, presso Bombay, in India, ma di pertinenza discussa);
- Chanhudaro (provincia di Sindh, in Pakistan);
- Sutkagen Dor (provincia del Beluchistan in Pakistan, vicino alla frontiera con l'Iran, è il sito più occidentale conosciuto).

## Storia

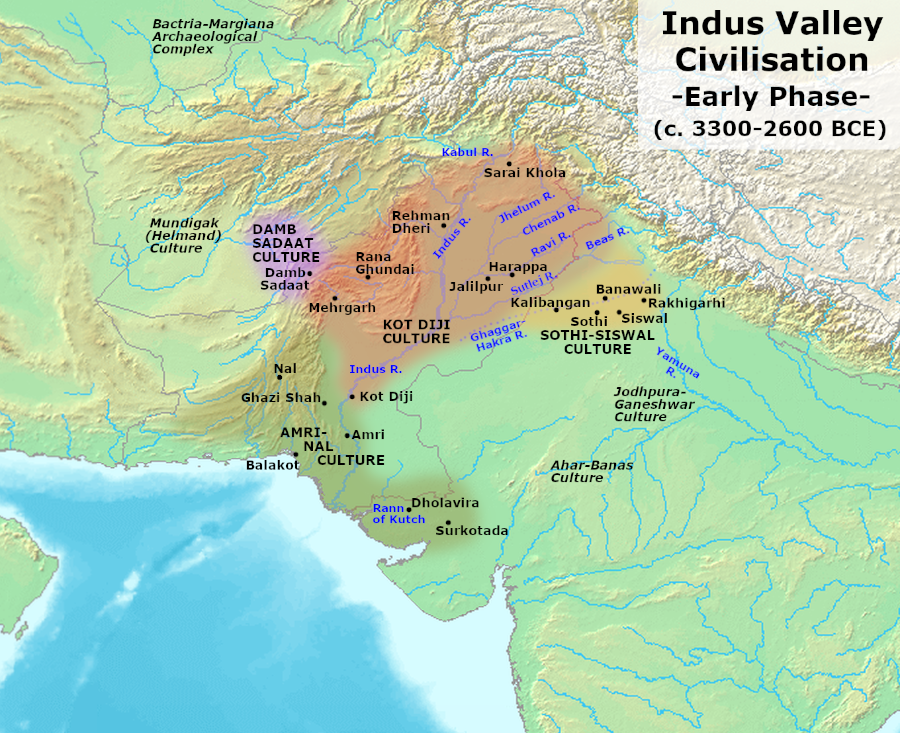
Primo periodo Harappano, 3300–2600 a.C.

### Origini
Le radici della civiltà della valle dell'Indo risalgono all'inizio della pratica dell'agricoltura e dell'allevamento nelle locali culture neolitiche. I nuovi modi di sostentamento appaiono nelle colline del Belucistan, ad ovest della valle dell'Indo (intorno alla metà del VII millennio a.C.). Il sito meglio conosciuto di quest'epoca è Mehrgarh, tuttora scavato da una missione francese del Museo Guimet. Questi primi contadini coltivarono il grano e addomesticarono ed allevarono una grande varietà di animali che ne costituirono il bestiame. Si iniziò a utilizzare la ceramica verso la metà del VI millennio a.C.
Intorno al 4000 a.C., apparve nella stessa area una cultura regionale originale (Early Harappa o "civiltà Harappa antica"). Reti commerciali la collegavano con altre culture regionali imparentate (nel golfo Arabico, nell'Asia occidentale e centrale e nella penisola indiana) e con le fonti di materie prime, come il lapislazzuli e altre pietre utilizzate nella fabbricazione di perline per collane. Gli abitanti dei villaggi avevano anche addomesticato un gran numero di specie vegetali (piselli, sesamo, datteri, cotone) e animali, come il bufalo, che restò fondamentale nella produzione agricola di tutta l'attuale Asia.

### L'emergere della civiltà

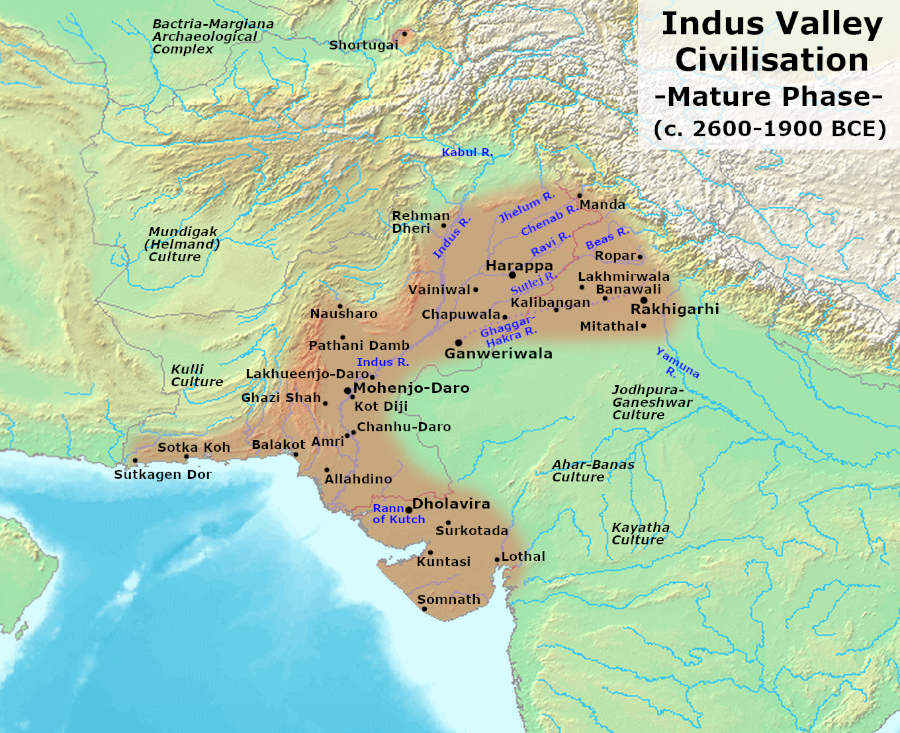
Periodo Harappano maturo, 2600–1900 a.C.

I testi sumeri e accadici si riferiscono ripetutamente a un popolo con cui si ebbero attivi scambi commerciali, chiamato Meluḫḫa, che potrebbe essere identificato con la civiltà della valle dell'Indo, forse con il nome dato dai suoi stessi abitanti. Il termine è forse riferibile al dravidico Met-akam, con il significato di "terre alte", e potrebbe inoltre aver dato origine al termine sanscrito Mleccha, di origine non indoeuropea, con il significato di "barbaro, straniero".
L'uso di ornamenti elaborati, di sculture e di figurine in terracotta, si diffuse e apparvero i sigilli, la scrittura, la ceramica decorata con motivi standardizzati; gli oggetti rituali, mostrano una forte spinta all'integrazione culturale, che fece quasi del tutto sparire le precedenti differenze regionali. Tuttavia, la sua scrittura non è ancora stata decifrata e si ignorano quindi le caratteristiche del linguaggio. Di recente è stato messo in dubbio che si tratti di una scrittura ma piuttosto di un sistema di simboli (teoria di Steve Farmer, Richard Sproat, e Michael Witzel).

## Sviluppo urbano
La tendenza ad una pianificazione urbana della civiltà della valle dell'Indo è evidente nei siti di maggiori dimensioni. Tipicamente le città sono suddivise in tre zone:
- una prima zona con una piattaforma in terra sopraelevata, che i primi archeologi definirono "cittadella"
- una seconda zona, chiamata "città bassa".
- una terza zona, chiamata fortezza Hal Kubir.

La rete stradale consisteva in un reticolo di strade principali (in senso nord-sud ed est-ovest), su cui si innestavano vicoli e stradine a servizio delle abitazioni. Le città più popolate arrivarono probabilmente a 30.000 abitanti.
Gli edifici principali erano costruiti in mattoni, cotti o crudi (seccati al sole), di una forma fortemente standardizzata. Le case dovevano essere a due piani e comprendevano un vano per le abluzioni. L'acqua veniva ricavata dai pozzi esistenti nelle abitazioni, ma nelle città maggiori esisteva una rete per lo scarico delle acque, con condotti coperti che correvano lungo le vie principali, a cui si collegavano le stanze da bagno.

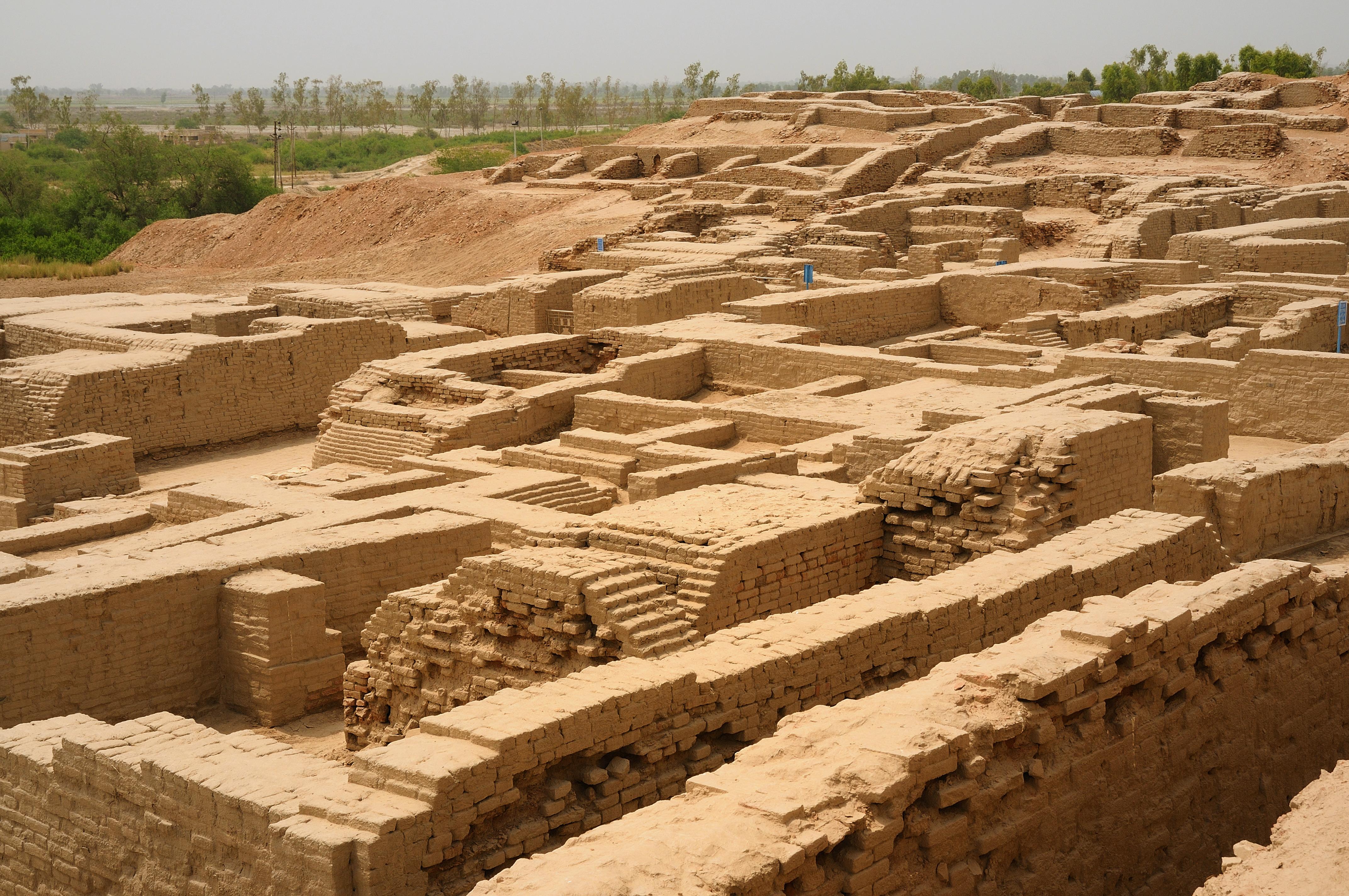
Mohenjo-Daro

La pianificazione urbana mostra l'esistenza di un'organizzazione centrale: esistono strutture pubbliche (i cosiddetti granai, che sono tuttavia forse interpretabili come palazzi o centri amministrativi) e, a Mohenjo-Daro, una grande vasca di mattoni è stata interpretata come bagno pubblico, forse rituale.
Al contrario delle contemporanee civiltà della Mesopotamia e dell'Egitto, non sembrano esistere tracce di un potere centrale di tipo regale o sacerdotale e sembrano mancare tracce di eserciti o di opere difensive: le mura presenti in alcuni casi e la sopraelevazione della cosiddetta cittadella sembrano dovuti alla necessità di proteggersi dalle alluvioni dei fiumi piuttosto che dai nemici esterni.
La maggior parte degli abitanti delle città sembra siano stati commercianti o artigiani, che vivevano insieme in zone ben definite, secondo la loro attività. 
Sebbene alcune case siano più grandi delle altre, l'impressione che si ricava da queste città è quella di un grande egualitarismo, con tutte le case che avevano accesso all'acqua e al trattamento delle acque di scarico.

## Economia

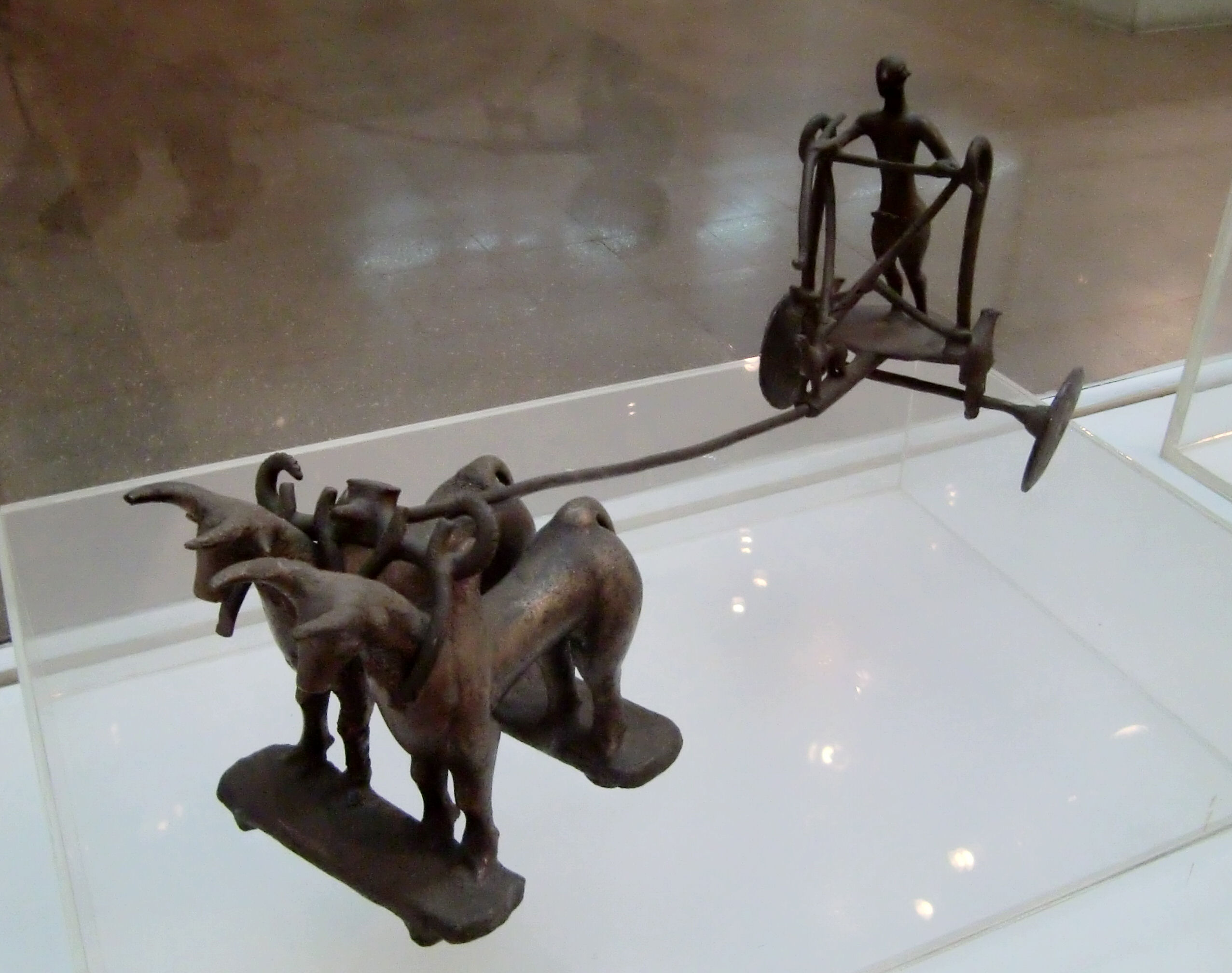
Mezzo di trasporto, 2.000 a.C. (Museo nazionale di Nuova Delhi)

L'area di diffusione della civiltà della valle dell'Indo si estende dalla regione delle miniere di lapislazzuli nella parte settentrionale montuosa dell'odierno Afghanistan alle coste del Mar Arabico a sud, e dai pascoli delle alture del Belucistan ad ovest ai deserti minerari del Cholistan e del Thar verso est. Il cuore del territorio era rappresentato dalle valli fluviali dell'Indo e dell'antico Ghaggar-Hakra, oggi scomparso. 
L'economia si basava principalmente sull'agricoltura e sull'allevamento, nonché sullo scambio di prodotti artigianali anche su grandi distanze. Il termine Meluhha che compare in alcuni documenti sumerici per indicare un importante partner commerciale è stato interpretato come il nome della Civiltà dell'Indo.

### Agricoltura
Le pianure alluvionali, irrigate dallo scioglimento delle nevi nelle montagne e da stagionali piogge monsoniche consentirono lo sviluppo di una prospera agricoltura, integrata dalla pesca e dalla caccia e dalle risorse delle foreste, che assicuravano la sussistenza della popolazione urbana. Poche notizie ci sono giunte circa la natura del sistema agricolo: tuttavia possono essere formulate alcune ipotesi.
Il sistema agricolo doveva essere altamente produttivo, per assicurare la sussistenza di una vasta popolazione urbana non impiegata primariamente nell'agricoltura stessa. Rispetto alla cultura Harappa antica dovettero esservi delle importanti innovazioni tecnologiche, tra cui probabilmente l'uso dell'aratro, ma non sembrano esservi tracce di un sistema di irrigazione e regolazione delle acque (che tuttavia potrebbe non essersi conservato a causa delle frequenti disastrose inondazioni dei fiumi).
Sembrerebbe dunque che non trovi applicazione nel caso della civiltà della valle dell'Indo l'ipotesi del "dispotismo idraulico", secondo la quale lo sviluppo di una civiltà urbana non potrebbe aversi se non per mezzo della produzione di un notevole surplus agricolo, permesso dall'introduzione di sistemi di irrigazione, e a sua volta questi inevitabilmente implichino la presenza di un potere centralizzato e dispotico, che abbia la possibilità di impiegare la forza di lavoro di migliaia di persone. Come già detto manca invece nelle città ogni traccia di un potere regale. Inoltre il tradizionale sistema di coltivazione tuttora usato in Asia permette la produzione di un significativo surplus agricolo per mezzo della coltivazione del riso a terrazze, realizzato con il lavoro di più generazioni senza implicare forme di lavoro forzato o schiavitù: modalità simili potrebbero aver permesso lo sviluppo urbano della civiltà della valle dell'Indo.

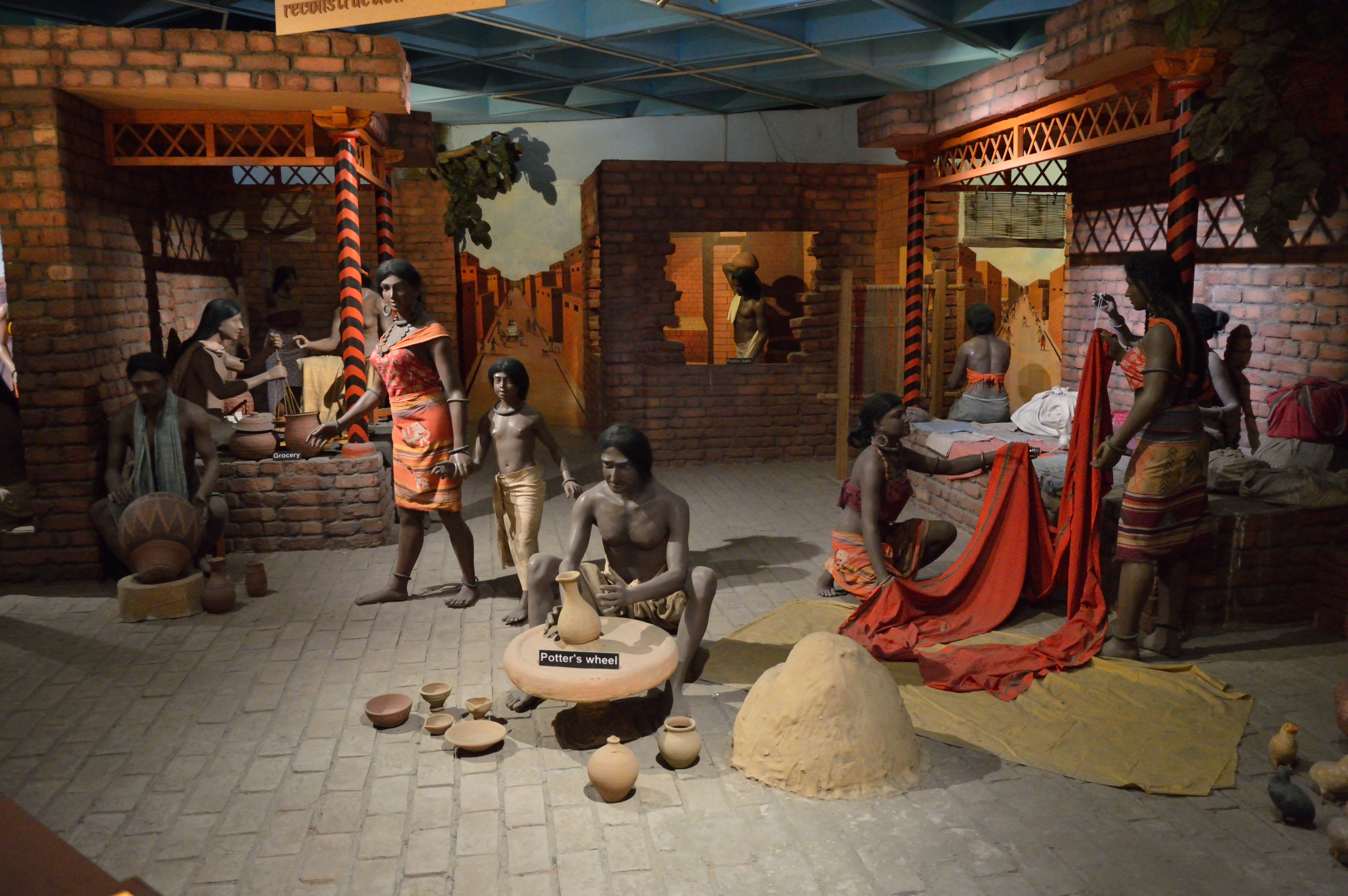
Ricostruzione di scene di vita quotidiana

### Commercio
L'economia dipendeva in larga misura anche dal commercio, probabilmente facilitato dai notevoli avanzamenti tecnologici nei trasporti: il carro tirato da buoi, molto simile a quello che troviamo ora in tutta l'Asia meridionale, e il battello fluviale, con fondo piatto, forse a vela, anch'esso abbastanza simile a quelli che navigano tuttora sull'Indo. Ci sono anche indizi di una navigazione marittima: gli archeologi hanno rinvenuto a Lothal un canale collegato al mare e un bacino artificiale d'attracco, mentre sulla costa dell'Oman, nel sito di Ra's al Junayz sono stati rinvenuti insieme a vasi harappani centinaia di bitumi con impronte di canne e di corde che testimonierebbero l'esistenza di barche calafatate nel III millennio a.C.
Alla luce della dispersione degli oggetti fabbricati dalla civiltà della valle dell'Indo, la sua rete commerciale doveva includere una zona molto vasta, dall'odierno Afghanistan, al nord e al centro dell'India, fino alle regioni costiere della Persia, della Penisola araba e della Mesopotamia. I beni esportati includono perline ed ornamenti, pesi, grandi giare e probabilmente anche cotone, legname, grano e bestiame. Materiali che provenivano da regioni distanti erano utilizzati per la realizzazione di sigilli, di perline e di altri oggetti.
Un sistema decimale (dovevano necessariamente esistere dei sistemi di conversione, essendo il sistema onerario sumerico ed accadico di tipo sessagesimale) di pesi e di misure era utilizzato in tutta l'area e testimonia un'organizzazione e controllo dei commerci e forse anche l'esistenza di tassazioni. Le misure erano piuttosto precise: la misura più piccola di lunghezza, misurabile su una scala in avorio, è di 1,704 mm e il peso più piccolo è di 0,871 grammi.
Una forma di organizzazione economica sembra anche testimoniata dalla presenza di sigilli, con rappresentazioni di animali e di divinità e iscrizioni. Alcuni erano utilizzati per imprimere il sigillo sull'argilla, ma dovevano avere probabilmente anche altri scopi.

## Scrittura

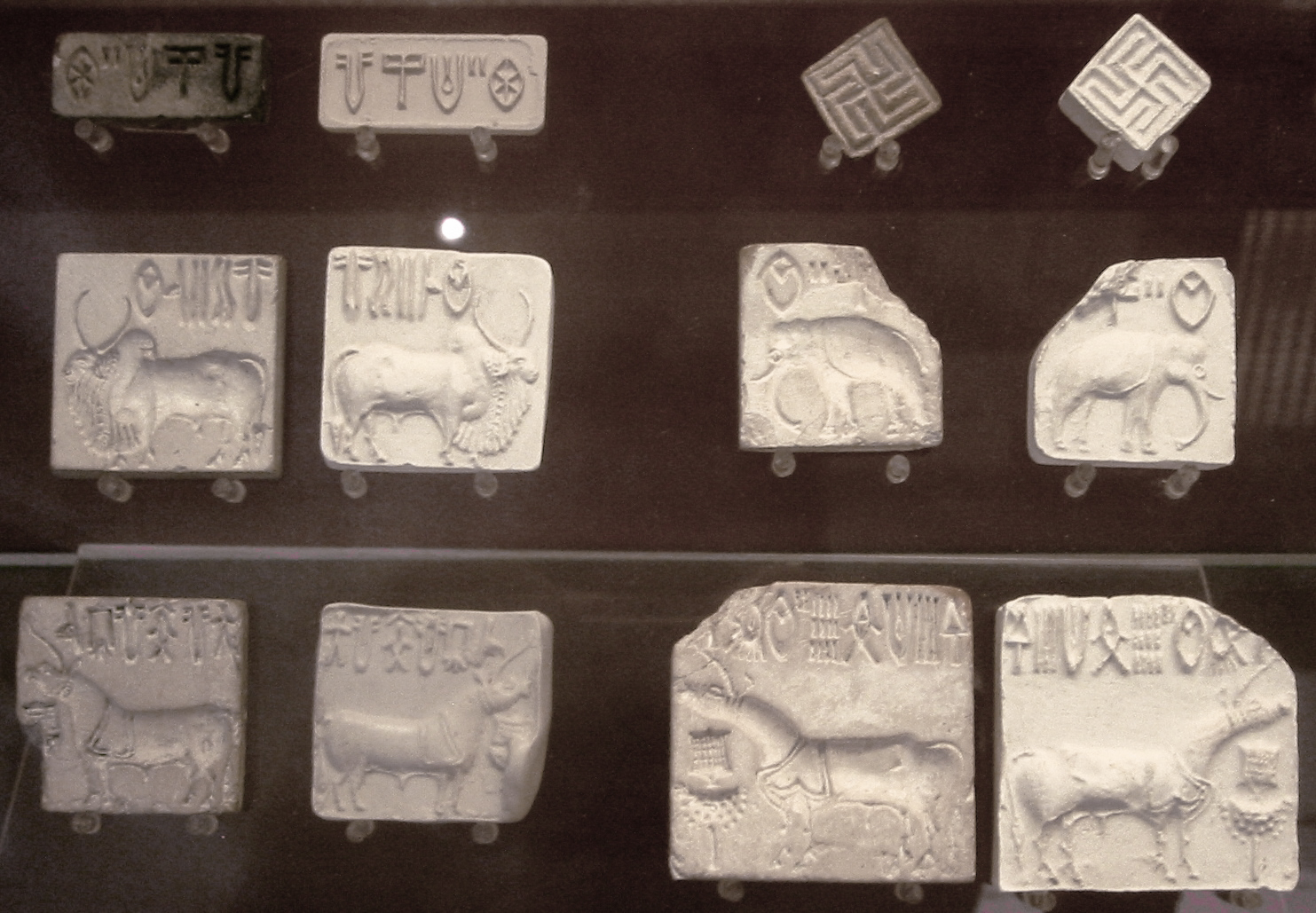
Stampi rinvenuti nella valle dell'Indo (British Museum).

Nonostante diversi tentativi i ricercatori non sono ancora stati capaci di decifrare la forma di scrittura utilizzata da questa civiltà: la quasi totalità delle iscrizioni disponibili, sui sigilli o sui vasi di ceramica, non superano infatti i 4 o 5 caratteri, mentre la più lunga iscrizione ne comprende solo 26.
I segni conosciuti sono circa 400, ma si ritiene che alcuni di essi siano derivazioni con leggere modifiche o combinazioni di 200 caratteri principali. Si tratta probabilmente di una scrittura ideografica e questo rende difficile ipotizzare la lingua o la famiglia linguistica parlata: si ritiene più probabile l'ipotesi che si tratti di una lingua dravidica.
A causa della brevità delle iscrizioni alcuni ricercatori hanno suggerito che quelle conosciute non fossero una forma di scrittura vera e propria, ma un sistema d'identificazione delle transazioni economiche, paragonabile alla firma. È comunque possibile che siano esistiti testi più lunghi, ma che non ci siano pervenuti in quanto realizzati su materiale deperibile.
Un'iscrizione più estesa, scoperta recentemente, sembra fosse stata installata su un pannello al di sopra della porta della città di Dholavira. Si è formulata l'ipotesi che si trattasse di un pannello che informava i viaggiatori del nome della città, in modo simile ai cartelli di benvenuto che si trovano nelle nostre città attuali.

## Religione e credenze
In mancanza di testi scritti le credenze di questa civiltà possono essere ipotizzate solo sulla base delle rappresentazioni sui sigilli (con divinità o scene di cerimonie) o delle figurine di terracotta, forse utilizzate anche per scopi rituali.

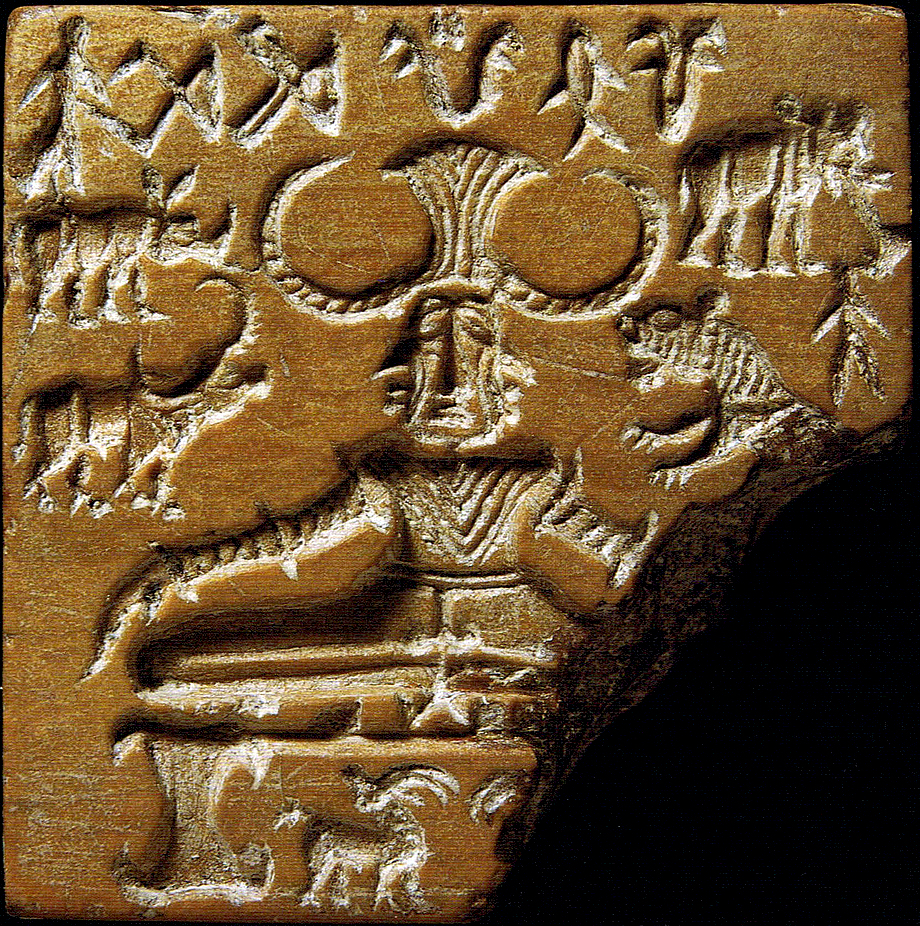
Sigillo raffigurante la divinità della Civiltà della valle dell'Indo identificato come proto-Paśupati. Raffigura la divinità Paśupati in forma antropomorfica, con il pene eretto, forse in una postura "yogica" e il volto a tre facce munito di un'acconciatura a forma di corna. Tale figura, posta su una pedana, è circondata da un bufalo, un rinoceronte, un elefante e una tigre, sotto la pedana sono poste due capre (o forse cervi).

In base alla grande quantità di figurine rappresentanti la fertilità femminile che ci ha lasciato, sembra che vi fosse venerata una sorta di "dea madre". Thomas J. Hopkins e Alf Hiltebeitel ritengono infatti che la Religione della valle dell'Indo si incentrasse sul culto di una divinità femminile, erede di una cultura religiosa rurale più ampia che arrivava all'Elam (oggi Iran sudoccidentale) e al Turkmenistan meridionale. Tale cultura religiosa si mantenne fino al periodo dell'urbanizzazione quando essa fu separata, finendo l'Elam sotto il controllo dei Sumeri, il Turkmenistan conquistato dai nomadi delle steppe settentrionali, mentre gli insediamenti della Valle dell'Indo si espansero verso Oriente e il Meridione arrivando alla piana del Gange, al Gujarat e all'altopiano del Deccan. La presenza del culto della dea, che risale al VI secolo a.C., è particolarmente presente nell'area di Mehrgarh, sito scoperto negli anni settanta del XX secolo, e che copre un periodo compreso tra il VI e il 2500 a.C. (inizio dell'urbanizzazione dell'area), ma è presente anche nei siti successivi (Harappā e Mohenjo-daro) anche se con iconografie differenti. È stato, e viene ipotizzato che tale figura sia l'origine del culto della Dea propria dell'Induismo successivo, ma queste divinità femminili possono essere anche collegate a quelle sumere o a quelle induiste.
Della Civiltà della valle dell'Indo si conservano anche dei sigilli, collegabili anche questi ai corrispettivi sumeri e soprattutto elamiti. Se le immagini di statuette prediligono rappresentare la divinità femminile in forma umana mentre quella maschile sotto forma animale (soprattutto toro, bufalo d'acqua e zebù), diverso è il caso dei sigilli. Di grandezza compresa tra l'1,9 cm e i 3,2 cm, tali sigilli presentano figure maschili e femminili dove l'elemento umano è mischiato a quello animale, in particolar modo con tori, bufali e tigri. Il cosiddetto sigillo del "proto-Paśupati" (Signore degli animali) o "proto Śiva" è indicato con questo nome in quanto identificato da alcuni studiosi come l'antesignano dello Śiva induista.
L'erudito Damodar Dharmananda Kosambi (1907-1966) ha tuttavia criticato questa lettura identificando in quelle di un bufalo le corna riportate nell'acconciatura del proto-Paśupati. Se tale critica risultasse fondata verrebbe a cadere il collegamento tra il Paśupati pre-ario e Rudra/Śiva in quanto l'animale collegato a queste due ultime divinità è certamente il toro. Kosambi collega tuttavia ugualmente Paśupati con Śiva ma tramite il demonio bufalo Mahiṣāsura del quale tuttavia, fa notare David N. Lorenzen, abbiamo contezza di una presenza successiva di millecinquecento anni.
Altri autori ritengono di poter leggere questa figura come quella di un re maschio sottoposto al potere della Dea (presente in figura stilizzata nei sigilli accanto alla tigre, animale a lei collegato unitamente agli altri animali rappresentanti il mondo dell'agricoltura e delle lande selvagge fuori della civiltà) a cui deve l'autorità e al cui cospetto è responsabile.
Oltre queste statuette e questi sigilli, nell'area della Civiltà della valle dell'Indo sono stati rinvenuti numerosi Liṅgaṃ (simboli fallici, lett. "segno", "marchio") poi collegati sempre alla divinità dello Śiva induista.
Le sepolture avvenivano in casse di legno ed erano accompagnate da una certa quantità di vasellame, che doveva contenere offerte di cibo, testimoniando la credenza di una vita dopo la morte. Nelle sepolture sono presenti semplici ornamenti personali, mentre quelli più elaborati dovevano essere trasmessi in eredità ai discendenti.

## Declino e scomparsa

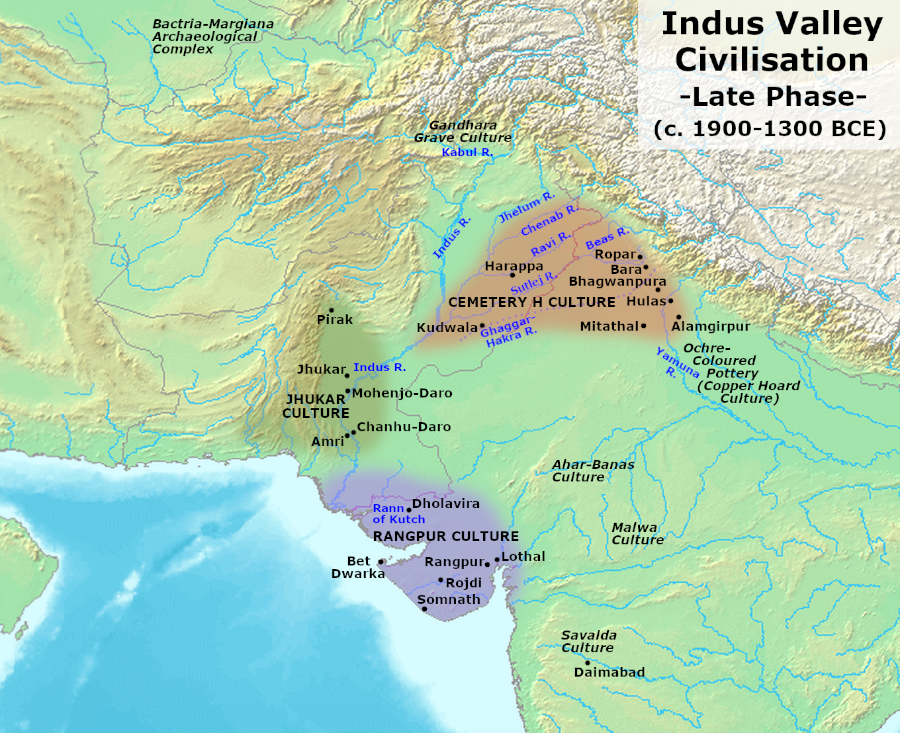
Tardo periodo Harappano, 1900–1300 a.C.

La civiltà della valle dell'Indo sembra essersi diffusa da ovest verso est: i siti situati verso l'India sembrano infatti aver avuto la massima fioritura dopo il declino di Harappa e di Mohenjo-Daro.
Verso il 1900 a.C., alcuni segni mostrano la comparsa dei primi problemi. Le città cominciarono ad essere abbandonate e gli abitanti rimasti sembrano avere avuto difficoltà a procurarsi cibo a sufficienza. Intorno al 1800 a.C., la maggior parte delle città erano state del tutto abbandonate.
Le popolazioni tuttavia non sparirono e negli stessi luoghi si svilupparono una serie di culture regionali che mostrano il prolungarsi, in gradi diversi, della medesima cultura. Una parte della popolazione migrò probabilmente verso est e le pianure del Gange. Tuttavia nei secoli successivi si perse la memoria della civiltà della valle dell'Indo e del suo nome, anche a causa della mancanza di imponenti monumenti in pietra le cui vestigia potessero trasmetterne il ricordo.
In passato si ritenne che questa fine, che appariva eccezionalmente brusca, fosse effetto dell'invasione degli Arii (popolo indoeuropeo) in India, ma non sembrano esserci prove per appoggiare questa ipotesi.
Una delle cause di questa rapida fine potrebbe invece essere stata un cambiamento climatico importante: alla metà del III millennio sappiamo che la valle dell'Indo era una regione verdeggiante, ricca di foreste e di animali selvatici, molto umida, mentre intorno al 1800 a.C. il clima si modificò, diventando più freddo e più secco.
Il fattore principale fu la probabile sparizione della rete idrografica del Ghaggar-Hakra, identificato con il fiume Sarasvati, citato nel Rig Veda. Una catastrofe tettonica avrebbe potuto deviare le acque di questo sistema in direzione del Gange. In effetti le moderne fotografie satellitari permettono di identificare il corso di un fiume oggi scomparso nella regione e alcuni indizi lasciano pensare che eventi sismici di notevole entità abbiano accompagnato la scomparsa della civiltà della valle dell'Indo.
Un'altra ipotesi lega la trasformazione del sistema fluviale Ghaggar-Hakra in un corso stagionale e dalla portata minore all'evento climatico 4,2 ka BP che indica un'aridificazione di numerose regioni euroasiatiche. Le inondazioni irregolari e meno estese resero l'agricoltura della valle dell'Indo meno sostenibile; la riduzione delle piene del Ghaggar-Hakra potrebbe quindi aver causato il progressivo abbandono della regione, a favore delle pianure ad est più facilmente inondate e dove i monsoni erano più regolari.
Se un grande fiume si fosse seccato al momento in cui la civiltà della valle dell'Indo era al suo apogeo, gli effetti sarebbero stati devastanti: si ebbero probabilmente notevoli movimenti migratori e la "massa critica" di popolazione indispensabile al mantenimento di questa civiltà si dissolse probabilmente in tempi abbastanza brevi, causando la sua fine.
I rapporti tra la civiltà della valle dell'Indo e la successiva civiltà vedica sono tutt'altro che chiari, tuttavia è stata avanzata l'ipotesi che il declino della civiltà della valle dell'Indo potrebbe essere stato accentuato dall'interruzione delle vie commerciali verso altri paesi (l'attuale Uzbekistan e il Turkmenistan meridionali, la Persia e la Mesopotamia), causato dagli Indo-Arii, popolazioni indoeuropee parlanti il sanscrito, lingua in cui redassero i Veda. Si suppone che gli Indo-Arii si trovassero in Battriana intorno al 2000 a.C. e che siano migrati in India verso il 1700 a.C. ed è degno di nota che i più antichi testi vedici menzionino il fiume Sarasvati e descrivano lungo le sue sponde una società fiorente, ma i testi più tardi fanno riferimento alla scomparsa di questa civiltà.

## Cronologia
- Produzione del cibo (6500-5000 a.C., Mehrgarh).
- Epoca della regionalizzazione (5000-2600 a.C., civiltà Harappa antica).
- Civiltà della valle dell'Indo - cultura Harappa (2600-1900 a.C., civiltà della valle dell'Indo o civiltà Harappa classica).
- Periodo tardo Harappa (1900-1300/1000 a.C.).
- Cultura della ceramica grigia dipinta (1200-800 a.C.).
- Cultura della ceramica nera lucidata settentrionale (700-300 a.C.).
- Periodo storico (dal 600 a.C. circa).

## Paleogenetica
Uno studio del 2019 ha analizzato il DNA antico dai resti di una donna di questa cultura.
L'analisi del genoma suggerisce che la maggior parte della sua eredità genetica derivava dai cacciatori-raccoglitori iraniani del Mesolitico. La restante parte derivava invece dai cacciatori-raccoglitori locali dell'Asia meridionale.